# Jean Londaitsbéhère
Pas d'image ? Cliquez ici

a Compétitions nationales et continentales officielles uniquement.

Jean Londaitsbehere, né le 4 juillet 1910 à Hasparren et mort le 22 octobre 1971 à Agen, est un joueur de rugby à XV et de rugby à XIII évoluant au poste de deuxième ligne dans les années 1930 et 1940.
Natif des Pyrénées-Atlantiques à Hasparren, Jean Londaitsbehere joue au rugby à XV au sein des clubs de Boucau puis du SU Agen. Il répond positivement en 1937 à rejoindre le Toulouse olympique XIII et prend part à la finale de la Coupe de France en 1939 avec Frantz Sahuc, Georges Bentouré, Sylvain Bès, Raphaël Saris et Alexandre Salat.
Lors de l'interdiction du rugby à XIII en France par le régime de Vichy, il revient au rugby à XV avec succès puisqu'il remporte le Championnat de France en 1945 ainsi que la Coupe de France en 1943 et 1945 avec le SU Agen avec pour partenaire Albert Ferrasse.

## Palmarès

### Rugby à XV
- Collectif :
  - Vainqueur du Championnat de France : 1945 (Agen).
  - Vainqueur de la Coupe de France : 1943 et 1945 (Agen).
  - Vainqueur du Challenge Yves du Manoir : 1932 (Agen).
  - Finaliste du Championnat de France : 1943 (Agen).
  - Finaliste du Challenge Yves du Manoir : 1933 (Agen).

### Rugby à XIII
- Collectif :
  - Finaliste de la Coupe de France : 1939 (Toulouse).

#### Détails en club
| Saison    | Saison   | Championnat           | Championnat | Coupe           | Coupe      |
| Saison    | Saison   | Comp.                 | Class.      | Comp.           | Class.     |
| --------- | -------- | --------------------- | ----------- | --------------- | ---------- |
| 1937-1938 | Toulouse | Championnat de France | 1/4 finale  | Coupe de France | 1/4 finale |
| 1938-1939 | Toulouse | Championnat de France | 6e          | Coupe de France | Finaliste  |